# L'Enfant gras
L'Enfant gras est le titre d'une peinture à l'huile sur toile de 46 × 38 cm, réalisée en 1915 par le peintre italien Amedeo Modigliani.
Elle faisait initialement partie de la collection du marchand d'art Paul Guillaume, puis est passée à Lamberto Vitali ; elle est actuellement conservée dans la Pinacothèque de Brera à Milan.
Certains prétendent que c'est une étude pour le portrait d'une jeune femme. Le titre L'Enfant gras est cependant inscrit par Modigliani lui-même, sur la peinture, dans le coin en haut à gauche (comme il avait l'habitude de le faire).